# Jubileu (catolic)
În biserica Catolică, un jubileu este un an special de confesare a păcatelor și iertare universală. În Levitic, un an de jubileu (ebraică יובל yūḇāl) este menționat ca fiind ocurent odată la fiecare 50 de ani, pe durata cărora sclavii și prizonierii ar fi eliberați, datoriile ar fi iertate și milostivirea lui Dumnezeu ar fi manifestată în mod particular.
În Creștinismul Vestic, tradiția datează la 1300, când Papa Bonifaciu al VIII-lea a convocat un an sfânt, urmând  ca jubilee ordinare să fie în general celebrate la fiecare 25 sau 50 ani, cu jubilee extraordinare în adiție depinzând de nevoie. Jubilee catolice, în mod particular în Biserica Latină, în general implică pelerinaj la un sit sacru, în mod normal cetatea Roma. Biserica Catolică a declarat Jubileul Extraordinar al Milostivirii pentru 2015–2016.

## Jubileele din istorie

### 1300: Primul Jubileu Creștin din Istorie

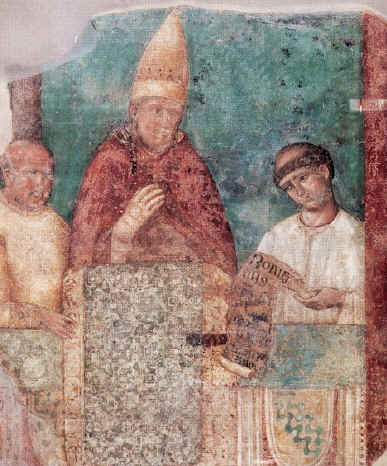
Frescă de Giotto di Bondone reprezentând pe Papa Bonifaciu al VIII-lea în Bazilica Sfântul Ioan din Lateran în Jubileul din 1300.

Primul Jubileu Creștin a fost instituit de Papa Bonifaciu al VIII-lea, la 22 februarie din 1300 cu Bulla Antiquorum fide relatio. Această decizie a dat pelerinajului către Roma, către mormintele apostolilor Petru și Pavel, o nouă dimensiune și un nou sens. Începutul noului secol a adus la Roma un număr excepțional de pelerini pentru a venera cea mai faimoasă relicvă romană, cea a Veronicai, care reprezintă chipul suferind al lui Iisus în pasiunea sa, privită în Sfântul Petru. Fluxul continuu de pelerini l-a determinat pe Papa Bonifaciu al VIII-lea să convoace un jubileu la fiecare sută de ani și să promulge indulgența plenară. „Nu a existat, din cele mai vechi timpuri, atât de mare devotament și exprimare a credinței de către poporul creștin”, a scris cu entuziasm un comentator al vremii.

### 1350: Un Jubileu fără Papa de la Roma
În anul 1343 o delegație de romani a mers la Avignon, Franța, unde Papa Clement al VI-lea se afla în exil din 1309, pentru a solicita un Jubileu extraordinar în anul 1350, cu o periodicitate mai scurtă, adică 50 de ani. Cererea s-a bazat pe un obicei străvechi ebraic, despre care se vorbește în Levitic din cei patruzeci și nouă de ani după care al cincizecilea an va fi anul jubiliar. Romanii au fost totodată presați să ceară un jubileu din cauza disconfortului crescut cauzat în oraș de absența prelungită a papei. Acest eveniment jubiliar ar fi un prilej oportun pentru papa să se întoarcă la scaunul său apostolic. Clement VI a convocat jubileu anticipat, a acordat indulgență plenară celor care mergeau la mormintele apostolilor Petru și Pavel. Noutatea despre anul 1300 este că a fost inclusă Bazilica Sfântul Ioan din Lateran. Cu toate acestea, din motive politice, Papa nu a putut să meargă la Roma.

### 1390: Jubileul a avut o nouă periodicitate
Secvența Jubileului de după 1350 a fost tulburată de marea Schisma apuseană din 1378. A fost un conflict legat de legitimitatea găsirii și alegerii de papă. Jubileul a avut o dată diferită. Papa Urban al VI-lea a promulgat-o pentru anul 1390. A fost intenția sa de a introduce o nouă periodicitate: cea de treizeci și trei de ani, în memoria vieții lui Isus. Cu toate acestea, au existat mai multe motive pentru care această propunere nu a fost luată în considerare, iar Jubileul a avut loc în 1390. A fost sărbătorită de Bonifaciu IX, succesorul lui Urban VI. În acest Jubileu, a fost adăugată o altă Bazilică pentru vizitarea pelerinilor: Bazilica Santa Maria Maggiore.

### 1400: pelerinajul penitențiar
Papa Bonifaciu al IX-lea a dorit să fie sărbătorit și Jubileul din 1400, astfel încât perioada de 50 de ani hotărâtă în 1350 să fie respectată. Biserica era încă împărțită între Roma și Avignon, unde domnea un antipapă. Francezii, spaniolii și o parte din italieni nu au participat la pelerinajul jubiliar, deoarece suveranii lor, aderându-se la schisma occidentală, au împiedicat supușii lor să participe la jubileu. Bonifaciu IX a extins pelerinajul în căutarea indulgențelor la bazilicele San Loureço afara le mură, Santa Maria in Trastevere și Santa Maria Rotonda, care s-a alăturat astfel bazilici majore, deja alese în jubileele anterioare, în Șapte biserici de pelerinaj din Roma. În timpul jubileului din 1400 a început un nou tip de pelerinaj penitenciar care, începând din diferite puncte din nordul Italiei, se îndrepta spre Roma sub deviza: "Pace și Milă".

### 1423: Un Jubileul de restaurare post-schismă
După Schisma Apuseană, (perioadă în care s-au ajuns la trei papi), 1417 a fost ales, Papa Martin al V-lea, Papa care și-a recuperat unitatea Bisericii. Pentru a-și demonstra autoritatea, Papa Martin al V-lea a preluat ideea Papa Urban al V-lea și, numărând 33 de ani după jubileul 1390, a cerut un nou jubileu. Nici el nu a scris un taur pentru acest jubileu. Predicatorul pentru pregătirea jubileului a fost Sfântul Bernardin de Siena

### 1450: Jubileul Sfinților
Acest Jubileu a fost proclamat în Bazilica Sfântul Ioan din Lateran de Nicolae V, considerat primul papa  umanist. Răspunsul credincioșilor a fost excepțional, atât de mult încât Jubileul din 1450 a rămas în istorie ca unul dintre cei mai participați și ca ultima mare manifestare colectivă a Evului Mediu. Cu acea ocazie, Roma a fost pusă la încercare de prezența unui număr atât de mare de pelerini, ceea ce punea probleme de ordine publică și sanitară pe lângă cele legate de cazare și obținerea de provizii esențiale. A fost definit ca „Jubileul Sfinților”, deoarece în Roma erau prezenți, pe lângă alții, Santa Rita de Cássia și Santo Antônio de Firenze. Acesta din urmă a definit Jubileul ca „Anul de Aur”, pentru a indica unitatea restaurată a Bisericii Occidentale după Schisma.

### 1475: Jubileul mai este numit Anul Sfânt
După 1475 periodicitatea Jubileului este de douăzeci și cinci de ani. Sixt al IV-lea pentru a reuni Roma întreaga lume catolică a suspendat, în timpul anului jubiliar, toate indulgențele plenare din afara Romei. Noua tehnologie a fost folosită, presa descoperită în anul 1444 de Johannes Gutenberg. Taurii Jubileu, intențiile pentru călătoria pelerinului și rugăciunile care trebuie recitate în locurile sacre au fost scrise pentru prima dată, în personajele moderne ale presei.Din acest Jubileu, a intrat în uz denominația simplă și semnificativă a „Anului Sfânt”. până în zilele noastre. Sixt IV a favorizat construirea multor lucrări urbane și arhitecturale pentru a pregăti orașul pentru primirea pelerinilor. Printre acestea, podul Sisto, cu scopul de a facilita fluxul credincioșilor.

### 1500: Poarta Sfântă se deschide în São Pedro
America fusese descoperită în urmă cu opt ani: Anul Sfânt al 1500 reprezintă o poartă de acces nu numai către un nou secol, ci și o deschidere către o lume mai largă. La 24 decembrie din 1499, Alexandru al VI-lea a inaugurat solemn Jubileul și a folosit un nou rit: deschiderea Sfintei Uși, în Bazilica Sf. Vasile Pedro, că începând cu această dată a început să exercite funcția îndeplinită de ușa de aur a lui São João de Lateran. Papa a dorit, de asemenea, să fie prevăzută deschiderea „ușilor sfinte” în fiecare dintre cele patru bazilice majore stabilite pentru vizita jubiliară. De atunci, trecerea prin Poarta Sfântă a devenit unul dintre cele mai importante evenimente din Anul Sfânt. A fost deschisă și strada Alexandrina, care lega Castelul Santo Anjo de Bazilica Sf. Petru.

### 1525: Jubileul crizei religioase din Europa
Clement VII a deschis Poarta Sfântă a acestui Jubileu într-o perioadă de conflicte religioase și politice. A fost în plină criză religioasă inițiată de Martin Luther, în Germania, în anul 1517. Călugărul augustinian susținuse, printre alte motive, discuția cu privire la principiul indulgențelor. Așa a fost pus în discuție unul dintre „punctele cheie” ale Anului Sfânt. În general, a fost necesară o reformă a Bisericii din multe părți. Dar a existat și un mare dezacord în domeniul politic: conflictul dintre Carol al V-lea de Habsburg și Francisc I al Franței a dat naștere la prima ruptură politică a erei moderne în Europa. Biserica s-a supărat și ea. Roma a fost invadată și pradă, la doi ani după Anul Sfânt, de către trupele imperiale ale Carlos V. Cu toate acestea, Jubileul a avut loc în mod regulat și Poarta Sfântă a fost deschisă într-un climat agitat.

### 1550: Jubileu în timpul Sinodului de la Trent
Există doi papi pentru acest Jubileu:  Paul al III-lea și  Iulius al III-lea. Primul l-a pregătit până în 1549, anul morții sale, după ce a găsit Roma sfâșiată de invazia 1527 și a început reforma Bisericii Catolice cu Sinodul de la Trent. Al doilea a sărbătorit-o din februarie 1550, data alegerii sale. Anul Sfânt a durat până la Boboteaza din anul următor, compensând astfel întârzierea inițială. Acest Jubileu a fost un prilej pentru realizarea acelei reînnoiri a vieții religioase care s-ar fi găsit exprimată în Conciliul de la Trent. Efortul depus de romani în întâmpinarea lor a fost enorm, în special pentru cei mai săraci.

### 1575: Felipe Neri organizează primirea pelerinilor
Este primul Jubileu după Sinodul de la Trent. Roma s-a pregătit cu deosebită grijă și austeritate. În 1573 au dat ordine stricte proprietarilor de pensiuni de a nu crește prețurile. Au fost construite drumuri noi pentru a favoriza itinerarul pelerinilor; printre acestea, via Merulana care leagă Palatul Lateranului de Bazilica Santa Maria Maggiore. Papa Grigore al XIII-lea, în ajunul Anului Sfânt a cerut cardinalilor un nou mod de viață pentru a-și construi credincioșii. Printre cardinalii prezenți la Roma se numărau Carlo Borromeo, arhiepiscop de Milano. Acest Jubileu este, de asemenea, caracterizat de o nouă prezență a grupurilor laice și religioase, inclusiv frăția  Sfinte Treimi, pelerinii și convalescenții și Congregația Oratoriului, fondată de Filip Neri.

### 1600: O mare participare a pelerinilor
„Avizele Romei”, ziarul orașului publicat zilnic, afirmă că Anul Sfânt din 1600 a fost cel mai reușit, fie datorită participării credincioșilor, fie datorită devotamentului particular al pelerinilor. Există două motive pentru aceasta: Biserica începe să culeagă roadele aduse de Conciliul de la Trent; climatul substanțial de pace care înconjoară Europa după anii de război și divizare. În Roma instituțiile de cazare, înființate de mai multe confraternități, joacă un rol decisiv în rezolvarea problemei cazării și sprijinului pentru majoritatea pelerinilor, care sunt săraci și nu pot accesa cămine normale.

### 1625: Jubileul este, de asemenea, pentru bolnavi și prizonieri
Anul Sfânt s-a deschis cu „zvonurile” războiului de 30 de ani, care a explodat în 1618.  Urban VIII a emis o citație pentru a interzice tuturor oamenilor să poarte arme și să folosească violența. O epidemie de ciumă a izbucnit în sudul Italiei și Papa, pentru a preveni răspândirea sa la Roma, a înlocuit vizita la Bazilica Sf. Pavel Extramuros, cu din Santa Maria de Trastevere. Pentru prima dată, efectele spirituale ale Jubileului au fost extinse la cei care, din cauza sănătății sau a închisorii, nu au putut ajunge la Roma. A fost o inovație importantă care a schimbat profund conceptul care a inspirat această îngăduință, care la început era legată de pelerinajul la Roma.

### 1650: Restaurarea Catedralei din Roma pentru Anul Sfânt
Acest Jubileu s-a deschis, spre deosebire de precedent, într-o perioadă de pace relativă: Războiul de 30 de ani care a transformat Europa s-a încheiat. Inocențiu X a deschis Anul Sfânt în Bazilica Sf. Petru, restaurată în interior pentru această ocazie, în prezența unei uriașe mulțimi de pelerini. Unul dintre cele mai relevante fapte ale sărbătorii Jubileului a fost cel al restaurării dorite de Papa, a Bazilicii Catedralei din Roma, Sfântul Ioan Lateran care, după unii cărturari, a fost, de către Borromini, „îmbrăcat” în alb ca soție. Papa a profitat de ocazie pentru a-și restabili scaunul episcopal pentru a exprima dorința de pace în Biserica universală. Inocențial X a lucrat, de fapt, pentru pacificarea Europei în timpul lungului Război de 30 de ani.

### 1675: colonada lui Bernini întâmpină pelerinii pentru prima dată
Jubileul din 1675 a întâmpinat, pentru prima dată, pelerini în interiorul colonadei din Piața Sf. Petru, opera lui Gian Lorenzo Bernini. Brațele extinse ale colonadei sunt cel mai evident simbol al dispoziției orașului față de mulțimi, care o vizitează în fiecare an sfânt. În timpul privegherii,  Clement X l-a canonizat pe primul sfânt din America de Sud,  Santa Rosa de Lima; apoi a creat prima eparhie în America de Nord, în Quebec. În Joi Sfânt, papa s-a dus la sediul central al Confraternității pelerinilor pentru a  spăla picioarele celor doisprezece oameni săraci și a ordonat să fie servită o cină la zece mii de oameni. Regina Cristina Suediei a participat, în același loc, la spălarea picioarelor pelerinilor.

### 1700: Jubileul în secolul luminilor
La începutul unui nou secol, numit „al luminilor”, întemeiat pe cultul rațiunii. Jubileul a fost deschis de Inocențiu XII care a murit totuși înainte de sfârșitul acelui an. Anul Sfânt a fost, pentru prima dată, deranjat de moartea Papei. Papa Clement XI i-a succedat. Mulți pelerini au sosit la Roma pentru Jubileu. Printre acestea, regina poloneză Maria Cristina, văduva lui Ioan al III-lea Sobieski, care a intrat în Bazilica Sf. Petru desculț și care, într-un costum penitent, vizitează bisericile romane. Un călător englez a scris despre devotamentul pelerinilor: „Mulțimea continuă să treacă în genunchi prin Poarta Sfântă a Sfântului Petru cu o asemenea bogăție, încât nu am reușit încă să deschid calea pentru a intra”.

### 1725: Anul Sfânt al salvării sclavilor
Jubileul a fost puternic marcat de figura Benedict XIII, care a promovat un sinod în provincia romană și a stabilit o serie de norme pentru pregătirea sa spirituală. Romanii l-au văzut pe Papa mergând pe drumurile orașului în căruțe umile, devorând cu devotament călătoria și petrecând zile întregi în rugăciune în Biserica „Santa Maria sopra Minerva”, aparținând preoților dominicanilor, al cărui membru era, papa, a dorit ca predicarea să fie îngrijită în diferitele Biserici ale Romei și în acest scop a chemat pe cei mai renumiți predicatori ai vremii. Un fapt semnificativ a fost primirea făcută de Redemptoriști la 370 de sclavi salvați în Anul Sfânt. Pentru Jubileu, minunata scară din Trindade dos Montes a fost inaugurată în Plaza de España.

### 1750: Anul Sfânt al predicatorilor și crucea Colosseumului
În  Bull pentru convocarea Jubileului, „Pelerini la Domino”, în care  Benedict al XIV-lea subliniază necesitatea de a face penitență pentru ca Anul să fie cu adevărat „Sfânt” : anul construcției și nu al scandalului. Papa a remarcat valoarea pelerinajului ca o modalitate de a depăși dimensiunile păcatului zilnic. Jubileul avea astfel o puternică caracteristică spirituală. Printre cei mai auziți predicatori se numără Leonardo, din Port Mauritius, un franciscan pensionat. La predica sa din Piazza Navona participă și Papa. În timpul Anului Sfânt, părintele Leonardo a ridicat 572 de cruci, dintre care cea mai faimoasă este cea a Coliseum din Roma. Această cruce este încă venerată astăzi.

### 1775: Cel mai scurt Jubileu din istorie
Pentru prima dată, taurul proclamației a fost scris în italiană: „L'Autore della nostra vita”. Pio V, ales doar în februarie, a deschis Poarta Sfântă din São Pedro pentru cel mai scurt jubileu din istorie. Pregătirea fusese făcută cu atenție de predecesorul său,  Clement XIV, cu un ciclu de predicare, procesiuni și misiuni în unele piețe din Roma. Misiunile au răspuns unei cereri: să pregătească orașul pentru Anul Sfânt. Au fost efectuate și câteva lucrări publice, inclusiv restaurarea spitalelor Santo Espírito și São João. Jubileul 1775 este amintit și pentru prezența unui grup bun de patriarhi catolici și episcopi de rit oriental.

### 1825: Singurul Jubileu din cele opt sute, sărbătorit printre dificultăți
Jubileul de la începutul secolului, în 1800, nu a fost sărbătorit din cauza tulburărilor profunde prin care trecea Europa după Revoluția franceză. În 1797 trupele franceze au ocupat Roma și orașul a devenit centrul Republicii Romane. Papa care trebuia să numească Jubileul,  Pius VI, a murit în exil în anul 1799. Anul jubiliar a trecut astfel între absența forțată a Papei de la Roma, condițiile politice dificile și incertitudinea evenimentelor de război. Ansamblul acestor probleme nu i-a permis  Pius VII să se gândească la sărbătorirea Anului Sfânt, chiar și cu oarecare întârziere. Cu toate acestea, și pentru a marca ceea ce ar fi sfârșitul anului jubiliar din 1800, Pius al VII-lea a acordat câteva indulgențe speciale, dintre care una este remarcabilă pentru pelerinii din Sanctuarul Nossa Senhora da Ortiga, situat în parohia din Fátima, în Portugalia]].
Cancelariile europene din perioada Restaurării au văzut cu îngrijorare apelul la Jubileul din 1825, datorită numărului notabil de oameni care s-ar fi mutat. Într-o perioadă de revoluții și conspirații liberale, fiecare călător este privit cu suspiciune. Frontierele sunt închise; drumuri păzite; casele de bătrâni dispar. Cu toate acestea,  Leul XII l-a dorit și l-a realizat. Inițialul  taur se referă la dificultăți, dar în același timp încurajează sărbătorirea jubileului cu bucurie. Printre noutăți, îngăduința acordată celor care ar fi venerat una dintre cele mai vechi Icoane din lume, cea a Maicii Domnului, din secolul al VII-lea, păstrată în Bazilica Santa Maria în Trastevere.

### 1875: Poarta Sfântă era încă închisă
Jubileul din 1850 nu a fost nici propus, nici sărbătorit.  Pius IX a fost exilat câțiva ani și s-a întors la Roma abia în aprilie 1850, prea târziu pentru a-l proclama. Plecarea Papei de la Roma a fost consecința unui fenomen larg de neliniște generală care a lovit orașul și statele pontifice ale Vaticanului din 1848. Acestea sunt semnele așa-numitei „întrebări romane” în care s-a discutat „puterea temporală a Papei”. Acest Jubileu nu s-a întâmplat pentru că a lăsat o întrebare deschisă lui Pius IX și succesorilor săi: „Ar fi posibil, în viitor, o altă sărbătoare a Jubileului de când se discuta despre puterea temporală a Papei?”

### 1900: Poarta Sfântă se deschide într-un climat de conciliere
Noul secol care se deschide sărbătorește renașterea Jubileului. După șaptezeci și cinci de ani, Porta Santa a fost redeschisă. Papa Leon al XIII-lea, la 24 decembrie din 1899, poate inaugura primul an sfânt după sfârșitul puterii temporale și a comentat una din problemele centrale al timpului, cea socială, în enciclica istorică Rerum novarum, care a recalificat vizibilitatea Bisericii și a pontificatului roman. Jubileul a fost o bună ocazie în acest sens. Pregătirea și organizarea logistică au fost, de asemenea, susținute, pentru prima dată, de guvernul italian. Deschiderea Porta Santa a avut loc într-o atmosferă de reconciliere, precum și de solemnitate și sărbătoare. Cu această ocazie, Roma a fost vizitată de pelerini din întreaga lume.

### 1925: Anul Sfânt al Păcii și Păcii
Este definiția Jubileului proclamată de Pius XI într-un climat de reconciliere reînnoită între Biserica și  Statul italian. Presa italiană a acordat un spațiu amplu evenimentului, arătând astfel noul climat de acord care a fost restabilit la Roma.  Pius al XI-lea a evidențiat jubileul dându-i o ștampilă misionară, deoarece misiunile au fost una dintre temele majore ale pontificatului său. Se datorează sfințirii primilor episcopi chinezi. Anul jubiliar a fost, de asemenea, încununat de o serie de ceremonii religioase. Printre cele mai sugestive au fost canonizările:  Santa Teresa de Lisieux,  Cura d'Ars și São João Eudes. Impresionantă a fost participarea pelerinilor care au venit la Roma în acel an: peste jumătate de milion de oameni.

### 1950: Jubileul „de mare întoarcere și mare iertare”
Pius XII a deschis Anul Sfânt cu orizontul încărcat de tensiuni și cu răni din Al Doilea Război Mondial încă nevindecate. Un mesaj de la Peace a fost inclus în Jubileul din 1950. A fost anul „marii întoarceri și a marii iertări” a tuturor oamenilor, de asemenea, cei mai îndepărtați de credința creștină. Europa a fost împărțită în două părți: catolicii orientali nu au putut merge la Roma. În ciuda acestor dificultăți, participarea pelerinilor a fost extraordinară, iar audiența la Papa, începând cu acest Jubileu, a devenit o parte integrantă a vieții credincioșilor. „Videre Petrum” (vezi Pedro), a fost scopul multora. În anul jubiliar, Pius al XII-lea a proclamat  Dogma Adormirii Maicii Domnului, în Piața Sf. Petru, în prezența a aproximativ cinci sute de mii de credincioși și 622 Episcopi. Un alt aspect pozitiv a fost spectacolul oferit de pelerini. Exemplul său a fost definitiv: „Cea mai mare propovăduire a acestui secol”.

### 1975: Jubileul împăcării și bucuriei
„Are încă sens sărbătorirea jubileului?” Era o întrebare pe care [[catolicii] o puneau în imediat ulterior conciliului. După  Conciliul Vatican II, pentru mulți, o sărbătoare jubiliară părea anacronică, legată de ideea creștinismului medieval.  Pavel al VI-lea a simțit aceste probleme, dar a decis să nu întrerupă tradiția jubiliară. Papa a văzut Anul Sfânt ca o ocazie pentru reînnoirea interioară a omului. Cu ocazia acestui jubileu a scris îndemnul apostolic „Gaudete in Domino”, cu intenția de a plasa sărbătorile jubiliare sub semnul bucuriei. Cele trei puncte fundamentale ale acestui An Sfânt au fost: bucuria, reînnoirea interioară și împăcarea. Un observator laic al istoriei Bisericii a scris despre jubileul 1975: „A fost un mare succes”.

### 2000: Marele Jubileu
Jubileul pentru anul 2000, care va sărbători cei 2000 de ani de la Întrupare, a fost plasat pentru prima dată de Papa Ioan Paul al II-lea în Scrisoarea apostolică „Tertio Millennio Adveniente”, din 10 din Noiembrie din 1994. În această scrisoare Papa a început să pregătească Biserica pentru Marele Jubileu care să fie sărbătorit în anul 2000, pentru aceasta a lansat ideea pregătirii Jubileului în două faze:
- În prima fază pe care a cuprins-o între anii 1994 (data publicării Scrisorii apostolice) până la 1996, ani pe care Papa i-a numit ani „pre-pregătitori”. A fost un timp de conștientizare a Bisericii.

- În a doua fază Papa a invitat Biserica Catolică din întreaga lume să sărbătorească un trieniu 1997 (Anul lui Iisus Hristos, Taina Botezului și Virtutea Teologică a Credinței), 1998 (Anul Duhului Sfânt, Taina Confirmării și Virtutea Teologică a Speranței) și 1999 (Anul lui Dumnezeu Tatăl, Taina Reconcilierii și Virtutea Teologică a Carității).

Proclamarea Marelui Jubileu al anului 2000, a fost făcută de Papa Ioan Paul al II-lea în bula „Incarnationis Mysterium”, de la 29 noiembrie până la 1998. Jubileul va începe în noaptea de 24 decembrie din 1999 și se va încheia în 6 ianuarie din 2001.
Pentru Jubileul anului 2000 Papa Ioan Paul al II-lea a comandat construirea Clopotul Jubileului 2000 pentru grădinile Vaticanului. Mai multe replici ale clopotului au fost comercializate de creștini din întreaga lume.

### 2015: Jubileul extraordinar al Milostivirii
În 2015, Papa Francisc a convocat un jubileu extraordinar, cu accent pe Milă, pentru perioada de la  8 decembrie din 2015 până pe 20 noiembrie 2016. mijlocul Taurului Misericordiae Vultus (The Face of Mercy). La 8 decembrie 2015, Poarta Sfântă a fost deschisă în Bazilica Sf. Petru, în Vatican. În timpul deschiderii ușii, a avut loc un eveniment fără precedent în istoria bisericii: prezența a doi papi la ceremonie. Pe lângă Francisc,  Papa Emerit, Benedict al XVI-lea .
La 13 decembrie a aceluiași an, Ușa Sfântă a fost deschisă în Catedrala Romei, Bazilica Sf. Ioan Lateran și în toate Bisericile Catedrale ale lumii.
La 1 ianuarie 2016, s-a deschis ușa sfântă a Bazilicii Papale Santa Maria Maior din Roma. Sărbătorit de Papa Francisc.
1. ↑  „Benedict al XVI-lea traversează Poarta Sfântă”. Arhivat din original la 3 martie 2016. Accesat în 1 noiembrie 2020. Parametru necunoscut |obra= ignorat (posibil, |work=?) (ajutor); Parametru necunoscut |acessadoem= ignorat (ajutor)